# 白守廉
白守廉（?—?），字景仲，一字省之，河南河内县（今沁阳市）人，清朝政治人物，同進士出身。
乾隆五十八年（1793年）进士，官至安徽合肥县知县。政绩卓著。有《自怡轩集》。《中州先哲传·循良》有传。